# Contra las cuerdas (telenovela)
Contra las cuerdas é uma telenovela argentina de 2010 protagonizada por Soledad Fandiño e Rodrigo de La Serna, foi produzida pela ON TV Contenidos para o Canal 7. Em 2011, recebeu uma nomeação ao Emmy Internacional.